# Хейделберх (Гаутенг)
Хейделберх (африк. Heidelberg) — административный центр местного муниципалитета Леседи в районе Седибенг провинции Гаутенг в Южно-Африканской Республике. Расположен в 50 км к юго-востоку от Йоханнесбурга.
В 1862 году немецкий торговец Хейнрих Юлиус Юкерманн (Ueckerman) открыл в этих местах торговую лавку. Город, выросший вокруг неё к 1866 году, был назван в честь альма-матер Юкерманна — Гейдельбергского университета.
Во время войны за независимость Хейделберх с 1880 по 1883 год был столицей Южно-Африканской республики. В 1885 году в окрестностях были открыты залежи золота, и в городе начали появляться офисы золотодобывающих компаний.
Во время Второй англо-бурской войны англичане построили здесь концентрационный лагерь, куда сгоняли женщин и детей буров. В настоящее время в память о них на главном кладбище города воздвигнут памятник.